# Gazzo Veronese
Gazzo Veronese is een gemeente in de Italiaanse provincie Verona (regio Veneto) en telt 5584 inwoners (31-12-2004). De oppervlakte bedraagt 56,7 km², de bevolkingsdichtheid is 98 inwoners per km².
De volgende frazioni maken deel uit van de gemeente: Gazzo, Maccaccari, Correzzo, San Pietro in Valle, Pradelle e Roncanova.

## Demografie
Gazzo Veronese telt ongeveer 2052 huishoudens. Het aantal inwoners daalde in de periode 1991-2001 met 4,9% volgens cijfers uit de tienjaarlijkse volkstellingen van ISTAT.
| Jaar | Inwoneraantal |
| ---- | ------------- |
| 1991 | 5798          |
| 2001 | 5515          |

## Geografie
De gemeente ligt op ongeveer 16 m boven zeeniveau.
Gazzo Veronese grenst aan de volgende gemeenten: Casaleone, Nogara, Ostiglia (MN), Sanguinetto, Serravalle a Po (MN), Sorgà, Sustinente (MN), Villimpenta (MN).